# دژنگ
دژنگ (به لهستانی:  Drzeń) یک روستا در لهستان است که در گمینا سواووبوژه واقع شده‌است.